# 双庙镇 (太和县)
双庙镇，是中华人民共和国安徽省阜阳市太和县下辖的一个乡镇级行政单位。

## 行政区划
双庙镇管辖区域如下：
双庙村、杨庄村、郭寨村、豆庙村、李寨村、陈林村、李桥村、司疃村和张卢村。